# Kukai
Kūkai (空海), também conhecido postumamente como Kōbō-Daishi (弘法大師), 774–835, foi um monge budista, erudito, poeta e artista japonês, fundador da escola Shingon ou "palavra verdadeira" do budismo.
Kūkai é um famoso calígrafo, engenheiro e é dito como tendo inventado os  kana, o silabário que, em combinação com os ideogramas chineses (Kanji), é usado para escrever a língua japonesa (apesar de tal alegação não ter sido provada). Seus escritos religiosos, cerca de cinquenta obras, expõem a doutrina esotérica Shingon, cujos principais foram traduzidos para o inglês por Yoshito Hakeda. Kūkai também é tido como sendo o autor do iroha, um dos poemas mais famosos em japonês, que usa todas as sílabas fonéticas em kana.

## Biografia

### Anos iniciais
Kūkai nasceu em 774 na província de Sanuki (atual Kagawa), na ilha de Shikoku, na atual cidade de Zentsuji. Seus familiares eram membros da família Saeki, um ramo do clã Otomo. Existem dúvidas quanto ao seu nome de nascimento: Tōtomono (precioso) é registrado numa fonte, enquanto que Mao é usado popularmente em escritos recentes.  Kūkai nasceu num período de turbulência política, onde o Imperador Kammu (governo de 781 a 806) buscava consolidar seu poder e estender seu reino, enquanto movia a capital do Japão de Nara para Heian-Kyo (atual Quioto).
Pouco mais se sabe sobre a infância de Kūkai. Com quinze anos, ele começou a receber instrução nos textos clássicos chineses, sob a supervisão de seu tio materno. Durante esse tempo, o clã Saeki-Ōtomo sofreu perseguição pelo governo devido a alegações de que o chefe do clã, Ōtomo Yakamochi, era responsável pelo assassinato de seu rival Fujiwara no Tanetsugu.  A fortuna da família ruiu por volta de 791, quando Kūkai viajou para a capital Nara, para estudar na universidade do governo. Os que lá se graduavam eram tipicamente escolhidos para posições de prestígio como burocratas. Biografias de Kūkai sugerem que ele acabou desiludido com seus estudos confucionistas, ao invés desenvolvendo um forte interesse por estudos budistas.
Por volta de da idade de 22 anos, Kūkai foi introduzido à prática budista envolvendo a recitação do mantra do Bodisatva Akashagarbha. Durante esse período, Kūkai frequentemente buscou regiões montanhosas isoladas, onde recitou o mantra de Akashagarbha sem descanso. Porém ele também deve ter frequentado os grandes monastérios de Nara. Sabe-se disso pois, sua primeira obra literária, o Sangō Shiiki, que compôs nessa época com 24 anos, faz citações de diversas fontes, incluindo clássicos do confucionismo, taoísmo e budismo. Os templos de Nara, com suas extensas bibliotecas, eram os locais mais prováveis (talvez os únicos) onde Kukai poderia ter achado todos estes textos.
Durante este período da história do Japão, o governo central regulava cuidadosamente a vida sacerdotal através do Escritório de Questões Sacerdotais, ou Sōgō.  Ascetas e monges independentes, como Kukai, eram frequentemente banidos e viviam à margem da lei, mas mesmo assim vagavam pelo interior ou de templo em templo.
Em algum momento durante essa época de sua vida, Kukai teve um sonho, no qual um homem apareceu e disse a Kukai que o Mahavairochana Sutra era a escritura que continha a doutrina que ele estava procurando.  Apesar de logo Kukai ter obtido uma cópia deste sutra, que havia só recentemente sido traduzido e tornado disponível no Japão, ele imediatamente encontrou dificuldade. Muito do sutra não estava traduzido, mas no silabário sânscrito siddham. Kūkai achou a porção traduzida do sutra muito enigmática. Uma vez que Kūkai não conseguia achar alguém que pudesse elucidar o texto para ele, resolveu ir para a China e lá estudar o texto. Professor Abe sugere que o Mahavairochana Sutra ligava o interesse que Kukai tinha na prática de exercícios religiosos e o conhecimento doutrinário adquirido através de seus estudos.

### Viagem para a China

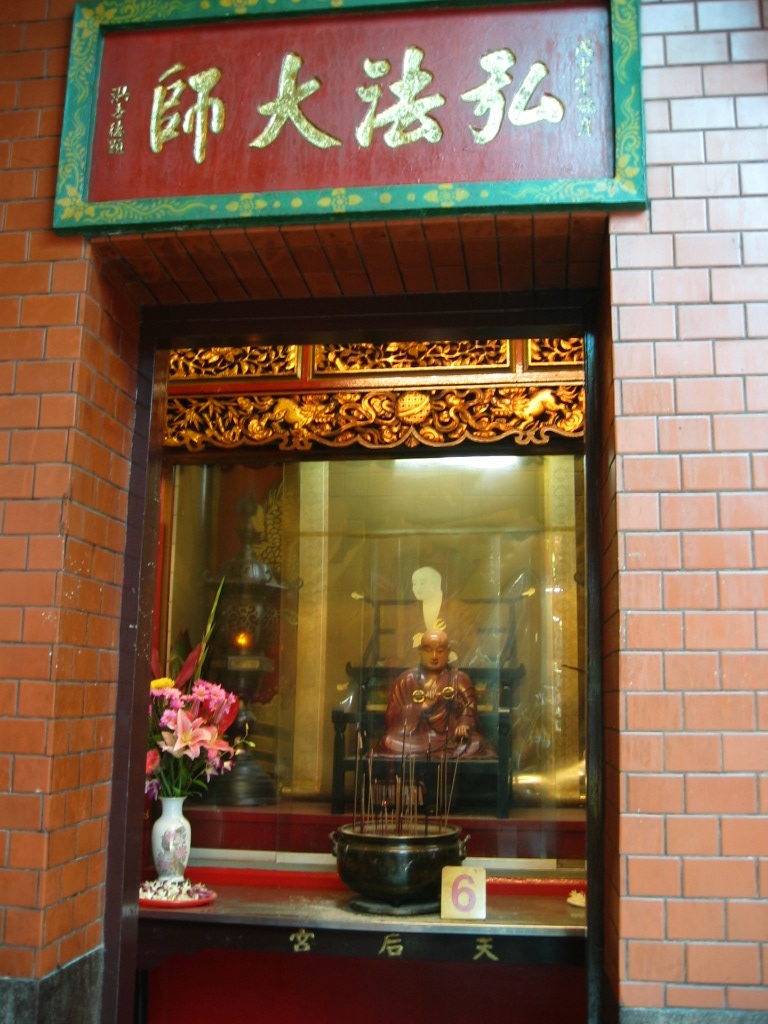
Altar de mestre Hongfa (Kūkai) no templo Tian Hou, em Taipei.

Em 804 Kūkai participou de uma expedição patrocinada pelo governo para a China, de maneira a aprender mais sobre o Mahavairochana Sutra. Estudiosos não tem certeza do porque Kukai foi selecionado para fazer parte de uma missão oficial para a China, dado seu antecedente como um monge privado, não patrocinado pelo estado. As teorias incluem conexões familiares dentro do clã Saeki-Ōtomo, ou conexões através de um sacerdote companheiro ou um membro do clã Fujiwara.
Esta expedição incluía quatro navios, com Kukai no primeiro navio, enquanto outro monge famoso, Saicho estava no segundo navio. Durante uma tempestade, o terceiro navio retornou enquanto que o quarto navio se perdeu no mar. O navio de Kukai chegou semanas mais tarde na província de Fujian, tendo inicialmente sua entrada no porto negada enquanto o navio era mantido sob custodia.  Kūkai, sendo fluente em chinês, escreveu uma carta para o governador da província explicando sua situação. O governador permitiu que o navio ancorasse e foi solicitado que a comitiva fosse para a capital Chang'an (atual Xian), o centro do poder na dinastia Tang.
Eventualmente, depois de mais atrasos, a corte Tang concedeu a Kukai um lugar no Templo Ximing, onde seus estudos sobre o budismo chinês começaram. Chang'an fora uma cidade muita cosmopolitana na época e atraia pessoas de muitas raças e crenças diferentes. Influência indiana era visível, assim como a islâmica, mas havia também pelo menos um templo devotado ao cristianismo nestoriano, zoroastrismo e ao maniqueísmo. Dizia-se que a corte Tang empregava quem quer que passasse nos exames do estado e não discriminava estrangeiros. O templo Ximing havia sido um centro de atividades acadêmicas budistas à pelo menos duzentos anos, quando da chegada de Kukai. Foi em Ximing que o grande monje peregrino e viajante, Xuanzang (602-664), havia traduzido as escrituras trazidas por ele da Índia. Outro viajante, Yijing (635-713), também se estabeleceu em Ximing enquanto trabalhava nas traduções de escrituras indianas. Uma conexão interessante é que o texto sobre Akashagarbha, que havia inspirado Kukai em sua juventude, também fora traduzido em Ximing pelo monge erudito indiano Subhakarasimha, que também foi o responsável pela introdução do Mahavairochana Sutra e as práticas esotéricas ligadas a ele. Ximing era celebrado por sua biblioteca, que era a mais inclusiva livraria budista na China naquela época. Eruditos de muitas disciplinas residiam lá e Kukai deve ter se deliciado em seus abundantes recursos. Ele teve a sorte de poder estudar sânscrito com o monge erudito de Gandara, Prajñā (734-810?), que havia sido educado na grande universidade budista indiana de Nalanda. Foi possivelmente devido ao rápido progresso de Kukai em seus estudos que chamou para si a atenção de seu futuro mestre, Huiguo.
Foi em 805 que Kūkai finalmente se encontrou com seu mestre, Huiguo (惠果, jap. Keika) (746-805), o homem que o iniciaria na tradição do budismo esotérico no monastério Qinglong (青龍寺), em Chang'an. Huiguo vinha de uma ilustre linhagem de mestres budistas, famosa especialmente por traduzir textos sânscritos para o chinês, incluindo o Mahavairochana Sutra. Kūkai desecreve seu primeiro encontro:
| “ | Acompanhado por Jiming, Tansheng e vários outros mestre do Darma do monastério Ximing, eu fui visitá-lo [Huiguo] e me foi concedida uma audiência. Tão logo me viu, o abade sorriu e disse em deleite, "desde que soube da sua chegada, eu tenho esperado ansiosamente. Quão excelente, quão excelente é nós finalmente termos nos conhecido! Minha vida logo se acabará e mesmo assim, não tenho mais discípulos para quem transmitir o Darma. Prepare sem demora as oferendas de incenso e flores para sua entrada na mandala da abhisheka" | ” |

Huiguo imediatamente concedeu a Kukai a abhisheka de primeiro nível. Apesar de Kukai ter almejado permanecer vinte anos estudando na China, em poucos meses ele receberia a iniciação final e se tornaria um mestre da linhagem esotérica. Em outras palavras, ele teria dominado os complexos rituais envolvendo combinações de mudra, mantra, e visualizações associadas com cada uma das deidades nas duas mandalas (discutidas abaixo), perfazendo várias duzias de práticas distintas. Huiguo teria descrito que ensinar Kukai era como "verter água de vaso para outro." Huiguo morreu pouco depois, mas não antes de instruir Kukai para que retornasse ao Japão e disseminasse os ensinamentos esotéricos, assegurando-o de que outros discípulos iriam continuar seu trabalho na China. Entretanto Kukai parece ter ocupado um lugar especial entre os discípulos de Huiguom não apenas pela rapidez com que ele absorveu os ensinamentos, mas também por ele ter sido o único que recebere os ensinamentos completos tanto da  Garbhakosha Mandala como da Vajradhatu Madala. Huiguo também presenteou Kukai com vários de implementos rituais e obras de arte.
Kūkai chegou de volta no Japão em 806, como o oitavo patriarca do budismo esotérico, tendo aprendido sânscrito e a escrita siddham, estudado budismo indiano e também tendo estudado as artes chinesas da caligrafia e poesia, todos com mestres reconhecidos. Ele também chegou com muitos textos, vários dos quais eram inéditos no Japão, bem como esotéricos em tipo, assim como vários textos em sânscrito.